# Дальневосточный союз баптистов
Дальневосточный союз баптистов (ДВСБ) — межцерковная религиозная организация, объединявшая баптистские общины на Дальнем Востоке Российской империи/РСФСР/СССР и в Маньчжурии в 1913—1931 годах.
Первоначально организация называлась Дальневосточный отдел Всероссийского союза баптистов (ДВО ВСБ), в Дальневосточный союз баптистов была переименована в 1921 году.
До 1925—1926 годов центр организации находился в Благовещенске, после — в Хабаровске.

## Предыстория
С середины XIX века на Дальний Восток, как окраину Российской империи, требовавшую скорейшего заселения, в большом количестве стали прибывать крестьяне-переселенцы, принадлежащие к общинам молокан и духоборов. Они компактно селились вдоль Амура и в меньшей степени — в Приморье. На Дальний Восток русских «сектантов» влекла лояльность властей, относительная религиозная свобода и выделение земельных участков. В результате к началу XX века Амурская область стала крупным центром молоканства в стране. По оценкам советского религиоведа Н. М. Балалевой, из 91500 российских молокан 28340 проживало в Амурской области. Таким образом, хотя в регионе и доминировала Русская православная церковь, по «удельном весу» «сектантов» Дальний Восток занимал лидирующее положение. Именно широкие слои «духовного христианства» и стали питательной средой для быстрого роста числа баптистов.

## Работа миссионеров из европейской России
В 1889 году на Амур прибыли благовестники, посланные по решению съезда Союза русских баптистов — Я. Д. Деляков и М. Д. Чечёткин. Они проповедовали среди молокан, основали общину Благовещенска, которая и стала базовой для распространения баптизма на Дальнем Востоке.
Чечёткин работал на Амуре, по-видимому, несколько месяцев, а Деляков остался до конца своих дней (февраль 1898 года), лишь однажды на год прервав миссионерскую работу по семейным делам.
В начале 1904 году Дальний Восток посетили ещё два союзных благовестника — И. Д. Густомясов и И. В. Бабенков.
Всероссийский съезд баптистов, проходивший в Ростове-на-Дону 25-30 мая 1907 года, высказал предложение общинам на Дальнем Востоке образовать в г. Благовещенске-на-Амуре Отдел Союза русских баптистов и Миссионерское общество.
В 1913 году Дальний Восток посетили Г. И. Мазаев и Н. В. Одинцов, которые принялись за организацию Отдела. Однако из-за спора местных верующих о кандидатуре председателя, открытие Отдела пришлось отложить. В конце того же года Дальний Восток посетил В. Г. Павлов с супругой, которые прожили здесь некоторое время.
Под председательством Павлова 17 ноября 1913 года в Благовещенске-на-Амуре прошёл съезд представителей церквей Дальнего Востока и Маньчжурии, на котором и был создан Дальневосточный Отдел Всероссийского союза баптистов. Председателем Отдела был избран пресвитера общины Благовещенска (крупнейшей в то время на Дальнем Востоке) Георгий Иванович Шипков.
В начале 1914 года на Дальнем Востоке работал благовестник, пресвитер Песковской общины В. П. Степанов.
В 1917 году на Всероссийском съезде во Владикавказе было принято окончательное решение о включении Дальневосточного Отдела во Всероссийский союз. В декабре того же года Дальний Восток вновь посетил с миссионерскими целями Г. И. Мазаев.

## Собственное благовестие
В соответствии с предложением Всероссийского съезда баптистов (Ростов-на-Дону, 25-30 мая 1907 года) с 1909 года стало функционировать Миссионерское общество с центром в Благовещенске-на-Амуре. Оно работало на территории Амурской области, и, кроме того, послало по два благовестника в «Харбин, Никольск-Уссурийский (ныне город Уссурийск), Уссури (вероятно, имеется в виду современный Лесозаводск), Владивосток, Ниман (очевидно, Иман — современный Дальнереченск) и Хабаровск».
После создания ДВСБ начался новый этап миссионерской работы. Г. И. Шипков на XXVI Всероссийском съезде баптистов выделил три этапа формирования общин Дальнего Востока:
1890—1908 гг. — период общинной деятельности, когда общины работали внутри себя
1909—1913 гг. — работа Миссионерского общества
1914—1919 гг. — работа Отдела разъездных благовестников.
По мнению исследователя Е. А. Мурыгиной к ним следовало бы добавить четвёртый этап:
1919—1929 гг. — время наиболее активной и централизованной работы баптистской миссии, связанный с прибытием на Дальний Восток Я. Я. Винса, Р. А. Фетлера и Э. В. Олсона.

## Поддержка зарубежных верующих
Осенью 1919 года из Америки через Владивосток в Благовещенск прибыли Я. Я. Винс и Э. В. Олсон. Олсон в Благовещенске задержался ненадолго и вернулся во Владивосток для организации там миссионерской работы. Винс остался в Благовещенске и вскоре возглавил Дальневосточный Отдел Всероссийского союза баптистов.
Винс привёз из Америки в Благовещенск материальную помощь от меннонитов — бывших немецких колонистов в России, эмигрировавших в Америку в 1870-х — 1880-х годах от притеснений царского правительства. Около 50 тысяч меннонитов жили компактно в штатах Оклахома, Канзас, Северная и Южная Дакота и занимались, преимущественно, фермерством. Находясь в Америке, Винс опубликовал в газете меннонитов «Рундшау» воззвание о помощи русским, страдающим в результате гражданской войны. Меннониты в ответ на призыв собрали 200 тюков вещей стоимостью 75 тысяч долларов для помощи нуждающимся, а также 45 тысяч долларов деньгами на дело Божие в России.
По всей видимости поддержка от немцев-меннонитов продолжала поступать и в дальнейшем, — в 1924 году, издав в Харбине брошюру «Наши баптистские принципы», Яков Винс отрекомендовал себя в ней как «миссионер Генерального Миссионерского общества Германо-баптистских церквей Северной Америки».
В свою очередь Эрик Олсон являлся миссионером Шведско-Американского миссионерского общества, созданного специально под его служение. Миссия финансировалась частично Swedish Baptist General Conference of America (это небольшой, по американским меркам, союз консервативных баптистских церквей, состоящих в то время, в основном, из шведских эмигрантов в США), частично — частными жертвователями в Америке и Европе, частично — местными ресурсами.
Винс и Олсон сумели сплотить вокруг себя наиболее активных, образованных и одарённых служителей, наладить поставку и издание духовной литературы и организовать работу благовестников. Весь Дальний Восток «от Байкала до Владивостока и от Владивостока до Камчатки» был разбит на участки, к которым были прикреплены благовестники, работавшие там постоянно круглый миссионерский год. По данным советского религиоведа Н. М. Балалаевой официально зарегистрированных баптистских проповедников на Дальнем Востоке в 1926 году было 184, в 1929 году — 228 человек. Их работа способствовала росту численности и укреплению церквей.

## Руководство
Первым председателем ДВО ВСБ был избран Г. И. Шипков. В конце 1919 его на этом посту сменил Яков Яковлевич Винс, а Шипков был его заместителем до 1924 года, в 1925 году он был избран секретарем ДВСБ, который продолжал возглавляться Я. Я. Винсом. С 1928 года ДВСБ возглавлял сын Я. Я. Винса — Пётр Яковлевич Винс.

## Численность
По данным министерства внутренних дел за 1909 год, в Амурской области насчитывалось до 4 тысяч баптистов. (Данные, по-видимому, завышены).
По собственным данным баптистов, в 1911 году на Амуре их насчитывалось до 2 тысяч.
1920-е годы были временем быстрого численного роста общин и образования новых церквей. Согласно данным съезда Дальневосточного отдела ВСБ 1-4 июля 1920 года, а Отдел входило 82 общины с 2242 членами.
На съезде, проходившем 5-9 июля 1922 года озвучивалось статистика по Дальнему Востоку: 98 церквей с 3663 членами, при них существовало 38 воскресных школ с 1770 учениками и 209 учителями, 18 юношеских кружков с 724 членами, 14 хоров и 2 духовых оркестра. За отчетный год через водное крещение к церкви присоединилось 1154 человека.
На съезде 1925 года были озвучены новые данные: в ДВСБ входит 135 официально зарегистрированных общин и групп с 4622 членами.
Согласно докладу Я. Я. Винса на XXVI Всесоюзном съезде баптистов в Москве, в 1926 году дальневосточное братство насчитывало уже 7 тысяч членов, 30 рукоположенных пресвитеров и 77 — исполняющих обязанности пресвитеров, 20 молитвенных домов, построенных специально для богослужений, 14 хоров и 4 духовых оркестра.

## Издания
- «Благовестник» (1919 — Омск, 1920-21 — Владивосток), редактор Р. А. Фетлер
- «Голос христианской молодежи», (1922 — Благовещенск), редактор Я. Я. Винс

## Международные отношения
До конца 1920-х годов Дальневосточный союз поддерживал тесное общение с русскими баптистскими общинами в Маньчжурии (в частности, со Шведско-Американским миссионерским обществом), вплоть до того, что Яков Винс в 1924 году некоторое время нес пресвитерское служение в Русской баптистской церкви в Харбине.
Фактически, ДВСБ выступал как отдельный субъект международного баптистского движения. Так, когда на заседании совета Федеративного союза баптистов 19-22 августа 1927 года в Москве речь зашла о том, что единственным представителем Федеративного союза является И. В. Непраш, В. Н. Перцев заявил, что ДВСБ имеет собственных представителей за границей — Я. Я. Винса и А. Линдстедта. Поэтому на IV Всемирный конгресс баптистов в Торонто в 1928 году ДВСБ отправил собственных делегатов — Я. Я. Винса и Г. И. Шипкова.

## Съезды
| № п/п | Наименование                                                   | Дата и место                             | Руководители                                      | Решения |
| ----- | -------------------------------------------------------------- | ---------------------------------------- | ------------------------------------------------- | --- |
| 1     | Совещание евангельских христиан-баптистов Дальнего Востока     | 1912 год, декабрь, Благовещенск          | Г. И. Мазаев, Н. В. Одинцов                       | Намечены планы по образованию ДВ Отдела Всероссийского союза баптистов |
| 2     | I Съезд дальневосточных баптистов                              | 1913 год, 17 ноября, Благовещенск        | В. Г. Павлов                                      | Образование ДВ Отдела Всероссийского союза баптистов, в который вошли церкви Дальнего Востока и Маньчжурии                                                                   |
| 3     | Расширенное совещание ДВ Отдела Всероссийского союза баптистов | 1914 год, Благовещенск                   | Г. И. Шипков, В. П. Степанов                      | Отчет об общинах, принятых в ДВ Отдел Всероссийского союза баптистов |
| 4     | Съезд ДВ Отдела Всероссийского союза баптистов                 | 1917 год, 25-28 декабря, Благовещенск    | Г. И. Мазаев, более 40 делегатов                  | Отчеты благовестников, правления, миссии. Избрание Г. И. Шипкова председателем правления на 1918 год                                                                         |
| 5     | Съезд ДВ Отдела Всероссийского союза баптистов                 | 1918 год, Благовещенск                   | Г. И. Шипков                                      | Отчеты благовестников, отчеты по делам миссии |
| 6     | Съезд ДВ Отдела Всероссийского союза баптистов                 | 1919 год, Благовещенск                   | Г. И. Шипков                                      | Отчеты благовестников. Избрание на пост председателя Я. Я. Винса |
| 7     | Съезд ДВ Отдела Всероссийского союза баптистов                 | 1920 год, 1-4 июля, Благовещенск         | Я. Я. Винс                                        | Отчеты о работе благовестников. Решение о подготовке открытия Библейских курсов благовестников                                                                               |
| 8     | Съезд ДВ Отдела Всероссийского союза баптистов                 | 1921 год, 29 июня - 4 июля, Благовещенск | Я. Я. Винс, более 80 делегатов                    | Отчеты о работе благовестников |
| 9     | Съезд ДВ Отдела Всероссийского союза баптистов                 | 1922 год, 5 - 9 июля, Благовещенск       | Я. Я. Винс, 120 делегатов                         | Отчеты о работе благовестников |
| 10    | Съезд ДВ Отдела Всероссийского союза баптистов                 | 1925 год, 15-19 июля, Хабаровск          | Я. Я. Винс                                        | Дальневосточный Отдел преобразован в Дальневосточный союза баптистов. Принята безоговорочная антипацифистская резолюция. Разрешены браки с представителями близких конфессий |
| 11    | Годовой съезд Дальневосточного союза баптистов                 | 1926 год, 20-24 октября, Хабаровск       | Я. Я. Винс                                        | Центр Союза перенесен из Благовещенска в Хабаровск. Выработаны меры по активизации молодежного служения                                                                      |
| 12    | Годовой съезд Дальневосточного союза баптистов                 | 1927 год, Хабаровск                      | Я. Я. Винс                                        | Отчеты о делах Союза |
| 13    | Годовой съезд Дальневосточного союза баптистов                 | 1928 год, январь, Хабаровск              | Н. В. Одинцов                                     | Отчет о деятельности ДВСБ |
| 14    | Пленум представителей баптистских общин Дальневосточного края  | 1929 год, Хабаровск                      | П. Я. Винс, В. Н. Перцев, более 50 представителей | Отрицательная резолюция относительно закона от 8 апреля 1929 года |
| 15    | Годовой съезд Дальневосточного союза баптистов                 | 1930 год, Хабаровск                      | В. Н. Перцев, А. Г. Репченко                      | Обсуждение современного состояния ДВСБ |

## Противодействие спецслужб
Деятельность ДВСБ сопровождалась противодействием советских спецслужб. Так, спецслужбы использовали факты отсутствия руководителей ДВСБ на общероссийских съездах 1920—1921 годов для «достижения значительного внутреннего брожения в среде сектантства и отхода от нее». Среди недовольных верующих был пущен слух, что Я. Я. Винс и Г. И. Шипков проводят «не такую линию, как в центре» и не подчиняются руководству Российского союза баптистов.
Во Владивостоке и Харбине агенты спецслужб раздували внутренние конфликты в общинах, используя национальность служителей Мильтина (Мильтыня), Пуке, Эверта. ОГПУ использовало «для разложения» Харбинской общины конфликт, произошедший в 1924 году между Я. Я. Винсом и Р. А. Фетлером, в результате которого произошел раскол общины. Муссировавшиеся несколько лет слухи «совратили сердца некоторых простодушных».
В 1929 году ОГПУ так описывало свои успехи в «работе по сектантству» на Дальнем Востоке: «1. Очищение края от контрреволюционного элемента/выселены за 1927 г. 22 чел. /2. Принятие всеми сектами решения об обязательной военной военной службе в рядах Красной Армии с оружием в руках и признание необходимым … исполнения всех государственных повинностей. … 6. Путем использования не этичных и преступных действий среди сектантов, достигнуто значительное брожение в их среде… 7. Под разными предлогами достигнуто значительное ограничение организационной работы руководителей общин… 8. Путем дробления основных сект на враждебные группы, достигнуто значительное ослабление сектантов».

## Участие в Зазейском восстании
В первых числах января 1924 года в Благовещенском уезде Амурской области (в местах компактного проживания баптистов и молокан) вспыхнуло антисоветское крестьянское и казачье восстание. Причиной восстания стало повышение Советской властью продналога на 25 % осенью 1923 года и многочисленные злоупотребления в отношении крестьян при взимании налога.
В ходе восстания было создано Временное Амурское правительство с резиденцией в селе Гильчин. Главой правительства стал баптистский проповедник Родион Чешев, в нем участвовали баптисты Н. М. Аистов, А. А. Чуриков, М. Чешев, И. Ф. Чешев и др. Правительство объявило о подготовке выборов в Учредительное Собрание Дальнего Востока и обратилось с посланием к иностранным державам, обещая им низвергнуть Советскую власть.
В боевых столкновениях принимали участие по 5 тысяч человек с каждой из противоборствующих сторон. Всего на территории восстания проживало около 70 тысяч человек. Восстание длилось около месяца и было жестоко подавлено. Чекистами было расстреляно не менее 1 тысячи человек, проживавших в районе восстания. Родион Григорьевич Чешев, Михаил Абрамович Чешев и Андрей Григорьевич Чешев были казнены. Первые двое были расстреляны, а последнего подвергли пыткам раскаленными шомполами и замучали до смерти. Больше половины восставших отступили в Маньчжурию. Над большой группой участников восстания весной 1924 года был устроен показательный судебный процесс, широко освещавшийся в прессе. Продовольственный налог был сокращён в два раза. Наиболее одиозных советских работников уволили из органов власти. Однако ещё несколько месяцев ОГПУ фиксировало налёты на сельсоветы и убийства советских чиновников и своих сотрудников в районах, где проходило восстание.
Примечательно, что когда в июле 1925 года в Хабаровске проходил очередной съезд ДВСБ — первый после восстания — то представители органов власти и руководство съезда вели себя по отношению друг к другу подчеркнуто любезно. В частности для проведения съезда было бесплатно предоставлено помещение зимнего драмтеатра, а участникам съезда организована бесплатная экскурсия в музей. В свою очередь съезд постановил направить послание руководству страны и Дальревкома с выражением «глубокой благодарности» за «осуществление свободы совести, провозглашенной Советской Федерацией», сформировал на время работы «комиссию благодарственных признаний» в задачи которой входило составление текстов благодарственных писем в адрес органов Советской власти и приветствовал вставанием присутствовавших на съезде представителей Советской власти. Кроме того, съезд (на полтора года раньше, чем Союз баптистов СССР) принял проталкиваемую чекистами «антипацифистскую резолюцию».

## Роспуск и репрессии
Притеснения начались уже во второй половине 1920-х. Так, летом 1926 года воскресные школы при церквях Дальнего Востока по распоряжению властей были закрыты, в газетах стали появляться статьи с призывами к беспощадной борьбе с религией и Церковью.
Последний съезд ДВСБ был проведён В. Н. Перцевым в 1930 году в Хабаровске. К этому времени значительная часть руководящих работников ДВСБ была арестована или выслана.
В 1931 году ДВСБ был распущен в связи с ужесточением антирелигиозной политики государства.
Большинство верующих, занимавших руководящие посты в ДВСБ, подверглись репрессиям в 1929—1939 годах. Религиозных деятелей осуждали преимущественно по статье 58 «Контрреволюционные преступления» УК РСФСР. Как отмечает доктор исторических наук О. П. Федирко, «анализ судебных решений, вынесенных по служителям религиозного культа в 1920-30-е годы показывает, что на Дальнем Востоке по статье 58 УК РСФСР применялись примечания 10 и 11: шпионаж, активные действия против рабочего класса и революционного движения, проявленные при царском строе или контрреволюционных представительств в период гражданской войны. Оба примечания предусматривали наказание в виде лишения свободы от трех лет и выше».
Были расстреляны или умерли в местах лишения свободы служители ДВСБ: Алексей Фёдорович Савостьянов, Кирилл Яковлевич Фондерат, Антон Павлович Мартыненко, Исайя Никитович Бобылев, Иван Никифорович Коныгин, Георгий Иванович Шипков, Степан Степанов, Павел Дмитриевич Скворцов, Пётр Яковлевич Винс, Василий Васильевич Косицин, Василий Никитович Перцев, Петр Фёдорович Лабзин и другие.
Одновременно с репрессиями против верующих шла конфискация молитвенных домов и иного имущества, принадлежащего общинам, членов семей репрессированных лишали работы, продуктовых карточек, отправляли в ссылки. В некоторых случаях из семей верующих изымались дети и помещались в детдома для последующего воспитания атеистами. К середине 1930-х годов практически все баптистские общины на Дальнем Востоке были лишены регистрации и прекратили легальное существование. Верующие, не попавшие под репрессии, были вынуждены скрывать свое вероисповедание, создавая «религиозное подполье».

## 100-летие
В октябре 2013 года в Хабаровске прошло празднование 100-летия ДВСБ, включавшее научно-практическую конференцию с участием светских религиоведов и конфессиональных историков. Организаторами праздника стали религиозные и светская организации — Объединение Церквей ЕХБ Дальнего Востока, Московская Богословская Семинария, Российское Общество Исследователей Религии. Местом проведения стала Центральная церковь ЕХБ Хабаровска.
Конференция расширила сведения о ДВСБ. Научные доклады конференции изданы отдельным сборником статей «100 лет Дальневосточному союзу баптистов. Материалы научно-практической конференции».